# Grästjärnen (Piteå socken, Norrbotten)
Grästjärnen är en sjö i Piteå kommun i Norrbotten och ingår i Lillpiteälvens huvudavrinningsområde.